# Eisenhütten- und Fischereimuseum Peitz

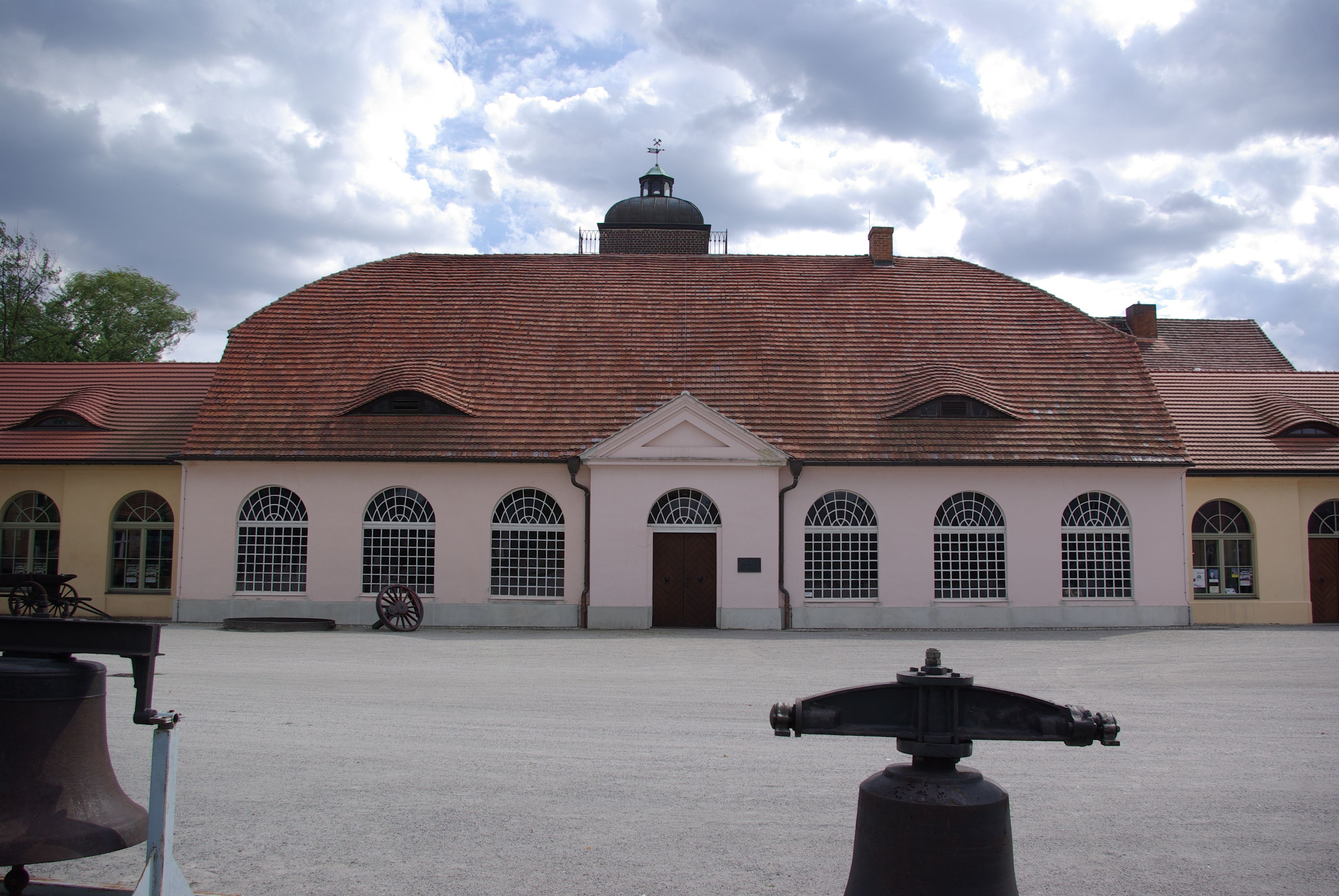
Widok ogólny huty

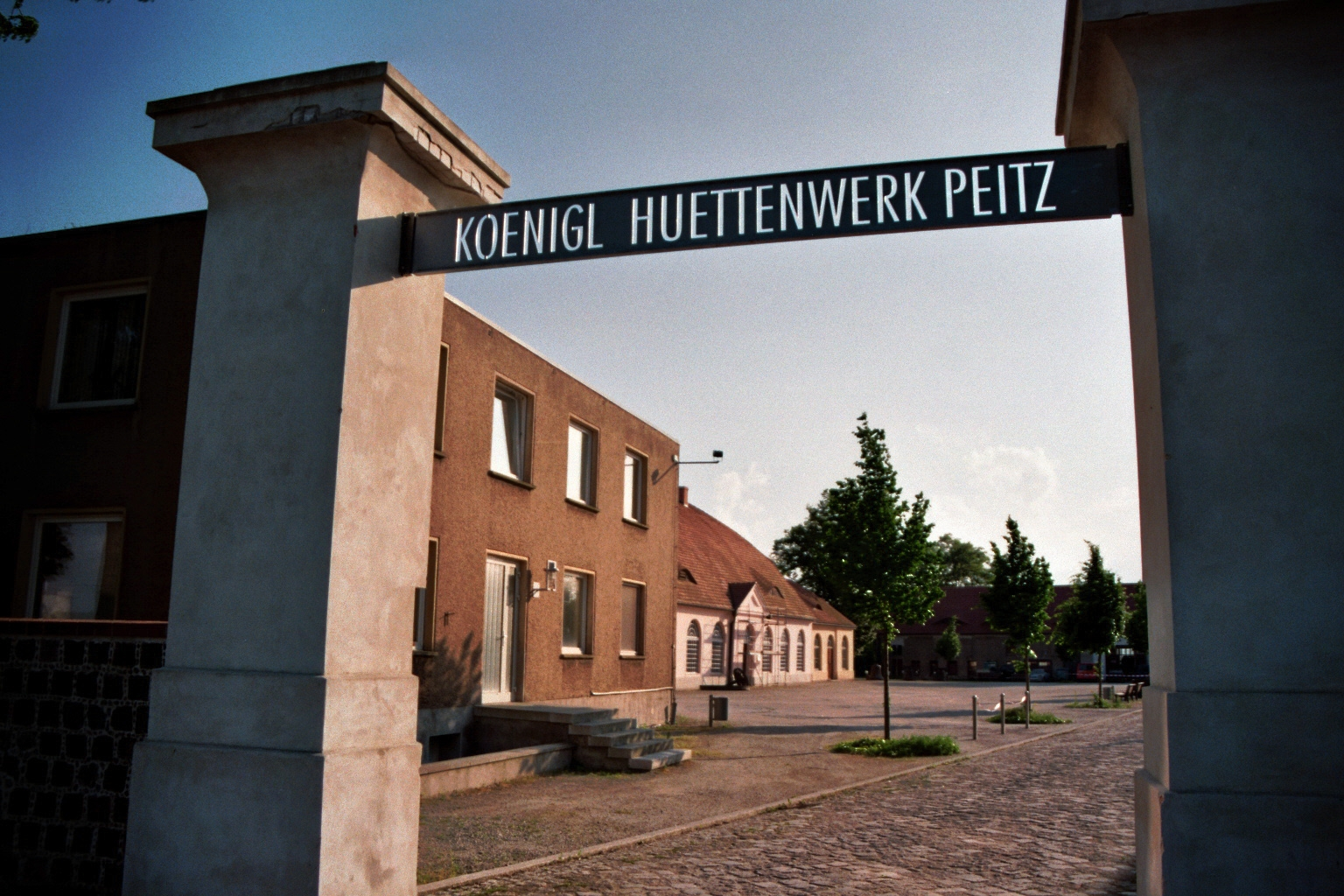
Brama

Eisenhütten- und Fischereimuseum Peitz (dolnołuż. Picańska zelezarnja) – zespół muzealny zlokalizowany w dawnej hucie żelaza w Peitz (dolnołuż. Picnjo) na Łużycach. Otwarty w 2001 r.

## Historia huty
Hutę założył w XVI wieku margrabia Johann von Küstrin, a jej produkcja odbierana była przede wszystkim przez twierdzę w Peitz. Zakład zakończył działalność około 1850. Jego pomieszczenia wykorzystywano następnie na potrzeby rybołówstwa.

## Muzeum
Obecnie dział hutniczy muzeum eksponuje oryginalną halę wielkiego pieca i odlewni z 1810 wraz z wyposażeniem technicznym. Unikalna jest m.in. wiązarowa konstrukcja dachowa z użyciem dyli.
Część poświęcona rybołówstwu (otwarta 24 marca 2006) związana jest z największym w Niemczech kompleksem stawów rybnych rozlewających się w okolicach Peitz, a pochodzących z XVI wieku. Część ta eksponuje przedmioty związane z szeroko rozumianym rybołówstwem śródlądowym – stawowym i rzecznym, a także z wędkarstwem. Hodowla ryb, podobnie jak hutnictwo, w dużym stopniu związana była z utrzymaniem załogi wojskowej w Peitz.
Z muzeum związana jest ścieżka dydaktyczna profesora Wilhelma Schäperclausa (2,3 km), dostosowana dla pieszych i rowerzystów, prowadząca przez tereny stawów. Organizowane są ponadto weekendowe przechadzki z przewodnikiem, festyny, wędkowanie, spływy łódkami, a także zwiedzanie pobliskiej elektrowni Jänschwalde (dolnołuż. Janšojce).

## Dojazd
Dojazd zapewniają linie autobusowe nr 21, 29 i 77, pomiędzy Chociebuże a Lieberose/Goyatz i Guben. Obok huty prowadzi też Szlak Ogórkowy.